# 蘿西歐·莫林那
蘿西歐·莫林那(Rocío Molina Cruz)是一名佛朗明哥女舞者及編舞者，1984 年出生於西班牙馬拉加。

## 生平
她三歲開始接觸舞蹈，並且一直在佛朗明哥領域發展專業。2002 年她以優秀成績畢業於馬德里皇家舞蹈學院。更早一年她已經在瑪莉亞·巴黑斯的舞團跳舞，並且為了名為四季的演出，初次進行編舞。
幾年後她21歲時，她表演了她製作的第一個編舞作品，在牆壁之間。她在 2006 年的赫雷斯佛朗明哥藝術節表演了永恆回歸，這是受到尼采啟發的一部作品，音樂總監是 Juan Carlos Romero, 舞台總監是 Pepa Gamboa ，合作的藝術家還有舞者 Teresa Nieto 跟歌手 Passion Vega ，這個表演廣受好評。

## 作品列表
- Turquesa como el limón (2006)
- Almario (2007)
- Cuando las piedras vuelen (當石頭飛舞)(2009) [2]
- Vinática (2011)
- Afectos (2013)
- Bosque Ardora (雅朵拉森林)

- Caida del Cielo (天空墜落)

### 2015 Bosque Ardora (雅朵拉森林)
雅朵拉森林於 2017 年 4/21 ~ 4/23 台北國家戲劇院演出，是兩廳院2017 TIFA 台灣國際藝術節Taiwan International Festival of Arts 表演之一，受到普遍好評。

## 外部連結
- https://web.archive.org/web/20120206162237/http://www.flamenco-world.com/artists/rocio_molina/molina19012006-1.htm Flamenco-world.com 對她的採訪。
- http://www.youtube.com/watch?v=2HXOb-baqhE Flamenco-world 的 youtube 頻道放的"Cuando las piedras vuelen" 片段。
- http://www.youtube.com/watch?v=1_sV6R14Mrs （页面存档备份，存于） 倫敦的萨德勒之井剧院 的 Oro Viejo 預告。
- http://www.youtube.com/watch?v=7nr0jDYh0WQ （页面存档备份，存于） 在 CanalFlamenco 的 Vinática  預告。

## 引用
1. ↑  .   [2012-01-22]. （原始内容存档于2011-09-11）.
2. ↑  .   [2012-01-22]. （原始内容存档于2012-02-06）.
3. ↑  .   [2017-04-26]. （原始内容存档于2017-05-19）.
4. ↑  .   [2017-04-26]. （原始内容存档于2017-04-26）.